# Jannik Kohlbacher
Janik Kohlbacher (Bensheim, 19 de julio de 1995) es un jugador de balonmano alemán que juega de pívot en el Rhein-Neckar Löwen de la Bundesliga. Es internacional con la Selección de balonmano de Alemania.
Con la selección ganó la medalla de oro en el Campeonato Europeo de Balonmano Masculino de 2016.

## Palmarés

### Selección nacional
| Juegos Olímpicos   | Juegos Olímpicos | Juegos Olímpicos | Juegos Olímpicos |
| Año                | Lugar            | Medalla          |                  |
| ------------------ | ---------------- | ---------------- | ---------------- |
| 2024               | París            | Medalla de plata |                  |
| Campeonato Europeo |                  |                  |                  |
| Año                | Lugar            | Medalla          |                  |
| 2016               | Polonia          | Medalla de oro   |                  |

### Rhein-Neckar Löwen
- Copa de Alemania de balonmano (1): 2023

## Clubes
- SG Leutershausen (2012-2013)
- TV Grosswallstadt (2013-2015)
- HSG Wetzlar (2015-2018)
- Rhein-Neckar Löwen (2018- )[5]